# Jim Burke
Jim Burke Jr. (nacido el 11 de diciembre de 1957) es un productor de cine estadounidense, conocido por la producción de películas como Election (1999), Los descendientes (2011) y Green Book (2018), ganando por esta última el Premio Óscar a mejor película, en la edición 91.º de los Premios de la Academia. 

## Carrera
Graduado de la Universidad de Minnesota en 1982, inició su carrera en la producción de cine como vicepresidente de Warner Bros. Television Domestic Distribution. Posteriormente fue miembro fundador de la compañía de producción de cine independiente y televisión Rysher Entertainment, compañía en la que trabajando como vicepresidente ejecutivo lideró 30 películas en 5 años, incluyendo títulos como It Takes Two (1995), Kingping (1996), Private Parts (1997) y The Saint (1997).
En 2005 Burke, Alexander Payne y Jim Taylor fundaron la productora cinematográfica Ad Hominem Enterprises. Payne y Taylor tuvieron su primera colaboración durante la producción de la película Election (1999) en la que trabajaron en el guion. Ad Hominem Enterprises produjo cintas exitosas como La familia Savage (2007), Kumiko, the Treasure Hunter (2014) y Downsizing (2017), siendo la más reconocida Los descendientes (2011), cinta ganadora de Óscar a mejor guion adaptado y nominada a mejor película en la edición 84.º de los Premios de la Academia.
A finales de junio de 2017, Burke se convirtió en miembro de la Academia de Artes y Ciencias Cinematográficas . 
En 2019 ganó junto con Charles B. Wessler, Brian Currie, Peter Farrelly y Nick Vallelonga el Óscar a la mejor película por su trabajo como productor de la película Green Book (2018), en la edición 91.º de los Premios de la Academia.

## Filmografía
| Año  | Título                      | Notas                  |
| ---- | --------------------------- | ---------------------- |
| 1996 | Kingpin                     | Coproductor            |
| 1996 | 2 Days in the Valley        | Coproductor            |
| 1998 | The Eighteenth Angel        | Productor Ejecutivo    |
| 1999 | Election                    | Coproductor            |
| 1999 | Late Last Night             | Película de televisión |
| 2001 | The Breed                   |                        |
| 2004 | Walking Tall                |                        |
| 2007 | La familia Savage           | Productor Ejecutivo    |
| 2011 | Cedar Rapids                |                        |
| 2011 | Los descendientes           |                        |
| 2014 | Kumiko, the Treasure Hunter |                        |
| 2017 | Downsizing                  | Productor Ejecutivo    |
| 2018 | Green Book                  |                        |
| 2023 | Dreamin' Wild               |                        |

## Premios y nominaciones
Premios Óscar
| Año  | Categoría      | Película          | Resultado |
| ---- | -------------- | ----------------- | --------- |
| 2012 | Mejor película | Los descendientes | Nominado  |
| 2019 | Mejor película | Green Book        | Ganador   |